# Marco Atilio Regolo
Marco Atilio Regolo, scritto anche Attilio (in latino Marcus Atilius Regulus; Sora, 299 a.C. circa – Cartagine, 246 a.C.), è stato un politico e militare romano vissuto nel III secolo a.C.
Atilio Regolo nacque nel territorio della città volsca di Sora, in un luogo attualmente compreso fra Sora e la confinante Balsorano (etimologicamente legata a Sora: Vallis Sorana). L'esatta data di nascita non è nota ma si pone attorno al 299 a.C. Fu il comandante dell'esercito romano durante la prima parte della Prima guerra punica.

## Console
Le prime notizie vedono Marco Atilio Regolo eletto console nel 267 a.C. e, con il collega Lucio Giulio Libone, alla testa delle Legioni che combattevano contro le città greche del Salento e della Lucania dopo la sconfitta di Pirro re dell'Epiro, a Benevento 275 a.C. e la successiva caduta di Taranto 272 a.C.
I due Consoli conquistarono buona parte della Puglia e del Salento, in particolare Brindisi. Questo porto dava a Roma il controllo dell'imbocco del Mare Adriatico ed era posto nel punto più vicino alle coste della Grecia, prossimo obiettivo delle mire espansionistiche di una Roma che già stava dilagando verso la Pianura Padana e l'Illiria.
La seconda nomina a console per Atilio Regolo avviene nel 256 a.C. Siamo nel pieno della prima guerra punica. Roma sta passando il confine fra potenza terrestre locale e potenza guida, anche marittima, dell'intero mar Mediterraneo. Ha praticamente unificato l'Italia peninsulare sotto di sé, e si è già volta oltre l'Appennino e oltre i limiti delle coste.

## Guerra punica

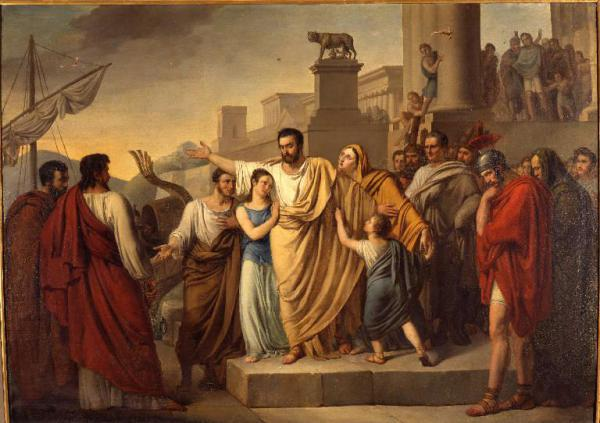
Sigismondo Nappi, La partenza di Attilio Regolo per Cartagine, 1826, olio su tela, 230 x 164 cm

Quando Atilio Regolo viene eletto console per la seconda volta, Roma è in guerra con Cartagine già da otto anni; in Sicilia, Roma, con Valerio Messalla aveva conquistato Messina, aveva vinto e portato dalla sua parte Gerone II, tiranno di Siracusa, aveva assediato ed espugnato Agrigento in cui a stento si era salvata la guarnigione cartaginese, aveva subito una sconfitta navale alle isole Lipari dovuta soprattutto all'imperizia di Gneo Cornelio Scipione Asina e riportato una successiva vittoria di Gaio Duilio nelle acque di Milazzo, aveva, infine, sbarcato teste di ponte in Sardegna e Corsica le cui coste erano sotto il controllo punico.
Le isole maggiori sembravano saldamente sotto controllo e il Senato decise di portare la guerra sulle coste dell'Africa invadendo le colonie cartaginesi.
Fu costruita una grande flotta (si parla di 340/360 navi con 140.000 uomini fra soldati e marinai) sia per il trasporto delle truppe e dei rifornimenti sia per la protezione dei convogli. Cartagine cercò di fermare questa operazione con una flotta altrettanto potente (circa 350 navi con 150.000 marinai). Le due flotte si scontrarono a Capo Ecnomo, per Polibio la più grande battaglia navale dell'antichità.
Autori come Valerio Massimo e Lucio Anneo Seneca raccontano che durante l'inverno del 255 a.C., poco dopo che l'esercito romano era sbarcato nei pressi di Clypea (o Clupea), i legionari si imbatterono in un gigantesco serpente, immune ai dardi che i legionari scagliavano contro di esso. Dato che aveva ucciso alcuni soldati, nessuno aveva il coraggio di andare a prendere acqua nel fiume, così Regolo ordinò di colpire il mostro con baliste e catapulte. La pelle del serpente, lunga centoventi piedi (circa trentasei metri) venne portata a Roma, dove suscitò scalpore. Il poeta latino Silio Italico racconta la vicenda nel Punica, opera epica incentrata sulle guerre puniche.

## Vittoria e sconfitta

La campagna d'Africa di Marco Atilio Regolo del 256-255 a.C.

La vittoria permise alle legioni di Atilio Regolo di sbarcare a Clupea senza grosse difficoltà e iniziarono i saccheggi del territorio per costringere l'esercito cartaginese ad entrare in azione. Quando i Cartaginesi vennero allo scontro, Atilio Regolo inflisse loro una secca sconfitta ad Adys e occupò Tunisi. Gli ordini di Roma furono di far rientrare in patria parte dell'Esercito e delle navi. Della cosa si incaricò l'altro Console, Lucio Manlio Vulsone Longo. Cartagine, mentre intavolava trattative di pace, affidò la riorganizzazione dell'esercito a uno stratega spartano di provata abilità, Santippo.
Atilio Regolo voleva giungere alla conclusione prima che da Roma giungesse l'altro collega e prima che il partito contrario alla guerra prendesse il sopravvento a causa degli enormi costi economici ed umani che già si dovevano sostenere. Regolo commise però l'errore di sottovalutare le forze dei Cartaginesi e impose delle condizioni di pace troppo pesanti, soprattutto chiese che Cartagine si rimettesse alla fides dei romani, una resa senza condizioni. Cartagine riprese le ostilità con un esercito riorganizzato e comandato da un vero comandante contro un esercito di Roma a ranghi ridotti. Regolo fu pesantemente sconfitto presso Tunisi e fatto prigioniero.
Si salvarono circa 2.000 uomini che ripararono a Clupea e furono raccolti da una grossa flotta che era stata inviata da Roma per chiudere definitivamente le ostilità. La flotta dovette invece immediatamente rientrare in Sicilia ma venne quasi del tutto distrutta da una furiosa tempesta. La guerra continuò in Sicilia e in mare per altri tredici anni. Altre battaglie, soprattutto navali furono combattute. Altre distruzioni e altre migliaia di morti. Le forze economiche e umane sia di Roma che di Cartagine erano giunte al livello più basso possibile e furono nuovamente intavolate trattative di pace.

## La leggenda
A questo punto si inserisce la tradizione, da cui nasce la leggenda di Marco Atilio Regolo, raccontata da Tito Livio e cantata da Orazio. Narra la tradizione che Cartagine abbia inviato l'illustre prigioniero a Roma perché convincesse i concittadini a chiedere la pace. L'intesa era che, se questi non avessero accettato, egli sarebbe ritornato a Cartagine per essere mandato a morte.
Regolo, in quegli anni di prigionia, aveva potuto agevolmente rendersi conto delle terribili condizioni economiche in cui versava la città nemica e probabilmente delle convulsioni politiche che sempre agitavano Cartagine e ne avrebbero infine decretato la sorte. Anziché perorare la causa della pace, rivelò ai concittadini la condizione economico-politica dei nemici, esortando Roma a continuare a combattere, in quanto Cartagine non avrebbe potuto reggere alla pressione bellica e sarebbe stata sconfitta. Al termine del discorso, onorando la parola data, fece ritorno a Cartagine, dove fu giustiziato.
Non si conosce l'anno preciso in cui queste vicende avrebbero avuto luogo, ma si suppone sia stato il 246 a.C., in quanto l'anno successivo la guerra riprese slancio con l'intervento cartaginese in Sicilia, guidato da Amilcare Barca. Le torture a cui Regolo fu sottoposto, ossia il taglio delle palpebre per l'abbacinamento e il rotolamento da una collina dentro una botte irta di chiodi, si ritiene oggigiorno siano frutto della propaganda bellica romana (Lucio Anneo Seneca parla di crocifissione come metodo di esecuzione).
La storia della morte di Regolo fu data per certa da Sant'Agostino di Ippona.